# Hurray! (ゴスペラーズのアルバム)
『Hurray!』 （フレイ）は、ゴスペラーズのメジャーデビュー後11枚目のオリジナルアルバム。2009年3月11日に発売された。販売元はKi/oon Records。

## 概要
オリジナルアルバムとしては『Ba as One』以来、約2年4ヶ月ぶりに発表された作品で、シングル曲は「言葉にすれば」、「青い鳥」、「ローレライ」、「Sky High」、「セプテノーヴァ」、「1, 2, 3 for 5」の6曲を収録している。また、今作のアルバム収録曲は最初から最後まで同じ人がリードボーカルをとっているという楽曲がない。
初回限定版と通常版の2種類でリリースされており、初回限定盤には上記のシングル曲のPV6編を収録したDVDが付属している。
アルバムの発売を記念して、SonyMusic Online Japanにて3月11日12時から3月12日24時までの36時間限定でアルバム収録曲「1, 2, 3 for 5」のミュージックビデオのフルコーラス公開、収録シングル曲の全TVスポット集を公開するサイトジャックが実施された。

## 収録曲

### CD
1. 1,2,3 for 5 （3:32）
  - 作詞・作曲:酒井雄二/編曲:YANAGIMAN

34thシングル曲。
2. ローレライ （5:02）
  - 作詞:松本隆/作曲:井上大輔/編曲:船山基紀

32ndシングル曲。
3. セプテノーヴァ / ゴスペラーズ vs 常田真太郎(from スキマスイッチ) （4:40）
  - 作詩:常田真太郎、安岡優/作曲:黒沢薫/編曲:常田真太郎

33rdシングル曲。
4. 愛は探し出すのさ （5:24）
  - 作詞:村上てつや/作曲:村上てつや、妹尾武/編曲:前嶋康明
5. Armonia （4:04）
  - 作詩:安岡優/作曲・編曲:北山陽一、妹尾武
6. 言葉にすれば （4:34）
  - 作詩:安岡優/作曲:安岡優、松下耕/編曲:堀向彦輝

30thシングル曲。
7. Sky High （3:48）
  - 作詩:安岡優/作曲:S.Rakhmaninov、服部隆之/編曲:服部隆之

33rdシングル曲。
8. 青い鳥 （6:09）
  - 作詩:安岡優/作曲:北山陽一/編曲:清水信之

31stシングル曲。
9. Love Vertigo （4:03）
  - 作詞:酒井雄二/作曲:酒井雄二、平田祥一郎/編曲:平田祥一郎
10. Blue Planet （4:18）
  - 作詩・作曲:安岡優/編曲:Cary Newby
11. シマダチ （5:03）
  - 作詞:村上てつや/作曲:村上てつや、宇佐美秀文/編曲:シマダチ三兄弟
12. My Gift To You feat. 木原健太郎 （5:17）
  - 作詞:木原健太郎、Sora/作曲・編曲:木原健太郎

### DVD収録曲（初回生産限定盤のみ）
1. 言葉にすれば
2. 青い鳥
3. ローレライ
4. Sky High
5. セプテノーヴァ
6. 1, 2, 3 for 5

## 演奏
- YANAGIMAN：Bass & All Programming (#1)
- 西脇辰弥：Strings Arrangement (#1)
- 奥田康博：Drums (#1)
- 奥田健治 ：Guitars (#1)
- 今野均ストリングス：Strings (#1)
- エリック・ミヤシロ：Trumpet (#1)
- フレッド・シモンズ：Trombone (#1)
- 竹野昌邦：Tenor Saxophone (#1)
- 船山基紀：All Programming & Other Instruments (#2)
- ペッカー：Percussion (#2)
- 渡辺直樹：Bass (#2.7)
- 増崎孝司：Guitars (#2)
- RUSH by TAKASHI KATO：Strings (#2.7)
- 常田真太郎 (スキマスイッチ)：Piano (#3)
- 鎌田清：Drums (#3)
- 松本智也：Percussion (#3)
- 沖山優司：Bass (#3)
- 石成正人：Guitars (#3.4)
- 金原千恵子ストリングス：Strings (#3.6.8)
- 西村浩二、菅坂雅彦：Trumpet (#3.7)
- 村田陽一：Trombone (#3)
- 山本拓夫：Tenor Saxophone (#3)
- 前嶋康明：All Programming & Other Instruments (#4)
- 弦一徹ストリングス：Strings (#4)
- 堀向彦輝：All Programming & Other Instruments (#6)
- 佐野康夫：Drums (#6)
- 美久月千晴：Bass (#6)
- 土方隆行：Guitars (#6)
- 服部隆之：Conductor (#7)
- 栗山善親：All Programming & Other Instruments (#7)
- 古川昌義：Guitars (#7)
- 藤田乙比古、中島大之、高橋臣宣、中澤孝宏：Horn (#7)
- 浦丈彦：Oboe (#7)
- 田口裕子：Harp (#7)
- 中川英二郎：Trombone (#7)
- ボブ・ザング：Tenor Saxophone (#7)
- 清水信之と彼のチェスブランズウィックオーケストラ：演奏 (#8)
- Vinnie Colaluta：Drums (#8)
- Neil Stubenhaus：Bass (#8)
- 石橋雅一：Oboe (#8)
- 平田祥一郎：All Programming & Other Instruments (#9)
- 太田貴之：Guitars (#9)
- Gary Newby：All Programming & Other Instruments (#10)
- 宇佐美秀文、妹尾武：All Programming & Other Instruments (#11)
- 川嵜淳一：Trumpet (#11)
- 小坂武巳：Trombone (#11)
- 小林洋平：Strings Arrangement (#12)
- 末藤健二：Drums (#12)
- 藤谷一郎：Bass (#12)
- 木原健太郎：Piano (#12)
- 桑野聖ストリングス：Strings (#12)